# Upper Slaughter
Upper Slaughter est une paroisse civile et un village du Gloucestershire, en Angleterre.